# Alpharoma
Alpharoma (USDA 21406) is een hopvariëteit, gebruikt voor het brouwen van bier. Deze Nieuw-Zeelandse hopvariëteit is ontstaan door een open bestuiving van de tetraploïde Smooth Cone (USDA 66056). Hij werd gekweekt einde jaren 1970 in het Riwiki Research Station te Motueka en vrijgegeven in 1983. Deze hop wordt sinds midden jaren 1980 bijna uitsluitend in Nieuw-Zeeland verbouwd.
Deze hopvariëteit is een “dubbeldoelhop”, bij het bierbrouwen gebruikt zowel voor zijn aromatische als zijn bittereigenschappen.

## Kenmerken
- Alfazuur: 5,8 - 10,9%
- Bètazuur: 2,6 – 4,8%
- Eigenschappen: